# Derek Walcott
Derek Alton Walcott (23 tháng 1 năm 1930 – 17 tháng 3 năm 2017) là nhà thơ, nhà soạn kịch người Saint Lucia được trao Giải Nobel Văn học năm 1992. Được thừa hưởng sự kết hợp nền văn hóa Caribe cùng với di sản thuộc địa Anh, ông đã trở thành một trong những gương mặt tiêu biểu nhất của thi ca đương đại.

## Tiểu sử
Derek Walcott sinh ở Castries, đảo Saint Lucia. Học trường cao đẳng St. Mary's College ở quê hương Saint Lucia. Tốt nghiệp Đại học West Indies ở Jamaica năm 1953, Walcott làm giáo viên trường phổ thông rồi phóng viên của các tờ báo Public Opinion và Trinidad Guardian. Năm 18 tuổi in 25 Poems (25 bài thơ) bán trên đường phố Castries nhưng thực sự nổi tiếng với tập thơ In a Green Night (Đêm xanh, 1960). Với tập thơ này Walcott được đánh giá là nhà thơ của xứ thuộc địa đã sáng tạo ra tác phẩm ngang hàng với các nhà thơ nổi tiếng nhất ở chính quốc. Thơ của Walcott chủ yếu được viết bằng tiếng Anh, đôi khi mang sắc thái ngôn ngữ địa phương. Ngoài những tác phẩm thơ, ông còn nổi tiếng trong lĩnh vực sáng tác kịch, trong đó phải kể đến vở Remember and Pantomime (Lễ tưởng niệm và vở kịch câm, 1980). Một số vở kịch của ông được viết bằng thơ. Năm 1959 ông thành lập nhà hát Trinidad và viết nhiều vở kịch cho nhà hát này.
Derek Walcott đi du lịch rất nhiều nước nhưng các tác phẩm của ông mang nặng các yếu tố của xã hội Jamaica với sự du nhập văn hóa từ châu Phi, châu Á, châu Âu. Trong nhiều năm ông sống ở Trinidad, dạy văn học và cách viết văn sáng tạo ở Đại học Boston. Walcott từ chối danh hiệu công dân Anh và nhập quốc tịch Saint Lucia – một quốc đảo có đường kính 25 dặm với gần 25.000 người dân. Cho đến nay ông đã xuất bản hơn 40 tập thơ và kịch. Kinh nghiệm sống tại một đất nước thuộc địa của Anh đã có ảnh hưởng rất lớn tới cuộc đời và sáng tác của ông. Nhà thơ Joseph Brodsky (giải Nobel Văn học 1987), là người bạn gần gũi thân thiết của Walcott, đã viết về Saint Lucia như sau: "Cristoforo Colombo đã tìm ra nó, người Anh đã chiếm nó làm thuộc địa và Derek Walcott làm cho nó trở thành bất tử."
Năm 1981, Walcott được nhận giải "Dành cho các thiên tài" 250.000 USD của Quỹ John và Katrin Makartuz. Năm 1992 ông nhận giải Nobel vì đã sáng tạo nên những mẫu mực thơ ca tuyệt vời của xứ Caribe.

## Tác phẩm
- 25 Poems (25 bài thơ, 1948), thơ
- Epitaph for the Young (Văn mộ chí cho tuổi trẻ, 1949), thơ
- In a Green Night (Đêm xanh, 1948 – 1960), thơ
- The Castaway and Other Poems (Người đắm tàu và những bài thơ khác, 1965) thơ
- Gulf and Other Poems (Vịnh và những bài thơ khác, 1969), thơ
- Another Life (Một cuộc đời khác, 1973), thơ
- Sea Grapes (Nho biển, 1978), thơ
- The Star – Apple Kingdom (Vương quốc Star – Apple, 1979), thơ
- Remember and Pantomime (Lễ tưởng niệm và kịch câm, 1980), kịch
- The Fortunate Traveller (Người lữ hành may mắn, 1981), thơ
- Midsummer (Giữa mùa hè, 1984), thơ
- Dream on Monkey Mountain and Other Plays (Giấc mơ trên đồi khỉ và những vở kịch khác, 1970), kịch
- Beef, No Chicken (Thịt bò, không thịt gà, 1985), kịch
- The Arkansas Testament (Chúc thư Arkansas, 1987), thơ
- Omeros (1990), thơ
- The Odyssey (1993), kịch
- Walker and The Ghost Dance (2002), kịch
- The Prodigal (Đứa con phóng đãng, 2004), thơ
- White Egrets (2010), thơ
- Moon – Child (2011), kịch
- O Starry Starry Night (2014(, kịch